# Uhvatite maloga
Uhvatite maloga (eng. Get Shorty) je američka kriminalistička komedija iz 1995. u režiji Barryja Sonnenfelda, a glavnu ulogu tumači John Travolta.
Film je baziran na romanu Elmorea Leonarda iz 1990., a 2005. je dobio i manje uspješan nastavak pod naslovom Sve je cool.
Glavni lik je Chili Palmer, mafijaš iz Miamija koji utjeruje dugove za svog šefa Rayja Barbonija, poznatog pod nadimkom Ray Bones. Bones šalje Chilija u Las Vegas kako bi utjerao dug, a tamošnji šef kasina ga unajmi da pronađe producenta niskobudžetnih horora Harryja Zimma. Chili odlazi u Los Angeles gdje upoznaje Harryja, glumicu Karen Flores, popularnog glumca Martina Weira i financijera dilanja drogom Boa Catletta. Ubrzo shvaća da mu njegove mafijaške sposobnosti mogu pomoći u svijetu filma i da može ostvariti svoju želju da producira filmove. No, Bo Catlett se nimalo ne slaže s tim, jer i on pod hitno želi postati producent jer smatra da nema smisla živjeti u Los Angelesu bez bavljenja filmom.